# Wołosianka (obwód zakarpacki)
Wołosianka (ukr. Волосянка) – wieś na Ukrainie, w obwodzie zakarpackim, w rejonie użhorodzkim, w hromadzie Stawne. W 2001 liczyła 1646 mieszkańców, wśród których 1639 wskazało jako ojczysty język ukraiński, a 7 rosyjski.